# 貝霍夫
貝霍夫（羅馬化：Bychaŭ，發音：[ˈbɨxaʊ]）是白俄羅斯的城鎮，位於莫吉廖夫以南44公里的第聶伯河畔，由莫吉廖夫州負責管轄，面積2.3平方公里，該鎮始建於1370年，2006年人口16,400。